# Sa'd ibn Mu'adh
Saʿd ibn Muʿādh (in arabo ﺳﻌﺪ ﺑﻦ ﻣﻌﺎﺫ‎?; Yathrib, ... – Medina, 627), succedendo al padre, fu il sayyid dei B. ʿAbd al-Ašhal, clan medinese dei Banu Aws.
Come tutti i componenti della sua tribù, era adoratore di Manat e aveva preso parte alla battaglia di Buʿāth, rimanendovi anche ferito.
La tribù degli Aws fu per un certo periodo ostile a Maometto, arrivato con l'Egira a Yathrib, tanto che un gruppo di 50 appartenenti al clan degli Awsallah preferì emigrare a Mecca pur di sottrarsi al crescente dominio di Maometto e dai musulmani su quella che ormai veniva chiamata Medina.
La conversione di Saʿd b. Muʿādh fu quindi un importante tassello per la politica di Maometto in città. Partecipò alla battaglia di Badr e nel corso della battaglia del Fossato, rimasto gravemente ferito (tanto che poco dopo morì), ebbe da Maometto il grave incarico di formulare il verdetto nei confronti degli ebrei dei B. Qurayẓa che avevano intrattenuto rapporti segreti con gli assedianti pagani, ai danni dei musulmani.
La scelta era dovuta al fatto che, come capo awsita, egli era stato alleato di quella tribù giudaica. 

Come è intuibile, la sua sentenza fu quella di passare per le armi qualsiasi ebreo maschio pubere.